# Voie frisonne
La Voie Frisonne (Friesische Heerweg) est un ancien itinéraire longeant la Mer du Nord qui depuis le Moyen âge reliait Oldenbourg à Esens. Cette véritable route d'invasion était empruntée non seulement par les armées (all. Heere), mais aussi les pèlerins et les marchands. Elle était défendue par une série de châteaux.
Le nom sert aujourd'hui à désigner le réseau de véloroutes aménagé par 28 associations municipales, et dont les emblèmes sont une  hallebarde et une roue de charrue. La Voie Frisonne ne fait pas encore partie du réseau des voies vertes régionales Weser-Ems des Wiehengebirge.

## Source
- (de) Cet article est partiellement ou en totalité issu de l’article de Wikipédia en allemand intitulé « Friesischer Heerweg » (voir la liste des auteurs).

## Voir également
- (de) La Voie Frisonne sur le site du magazine « Nordwestreise »
- (de) La « Voie Frisonne » sur le site fédéral des voies vertes allemandes
- (de) La Voie Frisonne sur le site de la communauté urbaine de Frideburg (cartes à télécharger)